# Martin Ruhasia
Martin Ruhasia (24 novembre 1977) è un ex calciatore salomonese, di ruolo difensore.

## Carriera

### Nazionale
Ha debuttato in Nazionale il 5 luglio 2002, in Papua Nuova Guinea-Isole Salomone (0-0). Ha partecipato, con la Nazionale, alla Coppa d'Oceania 2002 e alla Coppa d'Oceania 2004. Ha collezionato in totale, con la maglia della Nazionale, 9 presenze.